# Wehikuł wyobraźni
Wehikuł wyobraźni – antologia polskich opowiadań science fiction w wyborze i z posłowiem Bronisława Kledzika, wydana w 1978 przez Wydawnictwo Poznańskie w ramach serii wydawniczej „SF”.

## Zawartość
- Krzysztof Boruń – Cogito ergo sum
- Czesław Chruszczewski – Dawid i Goliat
- Czesław Chruszczewski – Różne odcienie bieli
- Czesław Chruszczewski – Miasto
- Andrzej Czechowski – Prawda o Elektrze
- Andrzej Czechowski – Ambasadorowie
- Andrzej Czechowski – Rekonstrukcja
- Konrad Fiałkowski – Biohazard
- Konrad Fiałkowski – Cerebroskop
- Dariusz Filar – Przemiana
- Stanisław Lem – Kobyszczę
- Stanisław Lem – Ze wspomnień Ijona Tichego
- Stanisław Lem – Eruntyka
- Krzysztof W. Malinowski – Schizochronia
- Krzysztof W. Malinowski – Ten, który czuwa u wrót Wszechświata
- Danuta Owadowska-Zatryb – Opowiadaj, Dag
- Marek Pąkciński – Pojedynek
- Bohdan Petecki – ABC... dwadzieścia cztery
- Zbigniew Prostak – Boja
- Jacek Sawaszkiewicz – Granica Wszechświata
- Jerzy Siewierski – Sprawozdanie
- Adam Wiśniewski-Snerg – Anioł przemocy
- Janusz A. Zajdel – Raport z piwnicy
- Janusz A. Zajdel – Prognozja
- Witold Zegalski – Rozbita rakieta
- Witold Zegalski – Powrót gigantów
- Wiktor Żwikiewicz – Wołanie na Mlecznej Drodze

## Krytyka
W 1983 r. Leszek Bugajski pisał, że "Antologia opowiadań zatytułowanych Wehikuł wyobraźni (1978), jest książką potrzebną na obecnym etapie rozwoju polskiej fantastyki naukowej, albowiem sumuje nasz stan posiadania w tej dziedzinie literatury" w momencie zmian pokoleniowych.
Maciej Parowski napisał o antologii, że jest „niezłym obrazem stanu polskiej sf”, a także że jest „nieco ciekawsza i obszerniejsza” od wydanego w tym samym okresie tomu Gość z głębin.
Wojtek Sedeńko, odnosząc się do faktu, że druga połowa lat 70. była początkiem wielkiej popularności SF w Polsce pisze, że – wraz z tomikiem Gość z głębin – zbiór „dość dobrze dokumentuje dokonania naszych autorów na polu SF”.